# Wilhelm Meiß
Wilhelm Meiß, auch Wilhelm Meiss (* 6. Mai 1893 in Köln; † 10. Oktober 1960 in Colmar), war ein deutscher Richter und von 1953 bis 1959 Senatspräsident und Vorsitzender des VI. Zivilsenats des Bundesgerichtshofs.

## Leben und Wirken
Meiß studierte nach dem Abitur am Kölner Apostelgymnasium von 1912 bis 1915 Rechtswissenschaft an der Albert-Ludwigs-Universität Freiburg sowie an der Universität Berlin und der Universität Bonn. Nach dem zweiten Staatsexamen in Köln (1915) leistete er während des Ersten Weltkriegs Wehrdienst als Vizewachtmeister (1915–1918) und wurde mit dem Eisernen Kreuz II. Klasse ausgezeichnet. Sein Assessorexamen absolvierte er in Berlin, die Promotion erfolgte 1921 bei Max Pagenstecher an der Goethe-Universität Frankfurt am Main mit der Dissertation Das Widerrufsrecht im Bürgerlichen Gesetzbuch.
Meiß trat 1921 in den Preußischen Justizdienst ein. Nach einer Zeit als Gerichtsassessor am Landgericht Köln (1922–1925) war er von 1926 bis 1936 Amtsgerichtsrat am Amtsgericht Daun und anschließend bis Ende März 1939 Richter am Amtsgericht Köln. Am 27. Juli 1937 beantragte er die Aufnahme in die NSDAP und wurde rückwirkend zum 1. Mai desselben Jahres aufgenommen (Mitgliedsnummer 4.390.138).
Meiß wirkte von 1939 bis 1950 als Oberlandesgerichtsrat am Oberlandesgericht Köln. Ende Oktober 1950 wurde er zum Bundesrichter ernannt und nahm seine Tätigkeit am Bundesgerichtshof auf. Im Jahr 1953 leitete er als stellvertretender Vorsitzender die Geschäfte des III. Zivilsenats, da der Vorsitz in diesem Senat nach der Berufung von Otto Riese an den Gerichtshof der Europäischen Gemeinschaft für Kohle und Stahl, den späteren Europäischen Gerichtshof, vakant war. Am 15. Mai 1953 zum Senatspräsidenten ernannt, übernahm er den Vorsitz in dem am 1. November 1952 errichteten VI. Zivilsenat. Am 30. September 1959 trat Meiß in den Ruhestand ein.
Meiß lehrte von 1946 bis zu seinem Tode im Oktober 1960 als Honorarprofessor für französisches Privatrecht an der Rechts- und Wirtschaftswissenschaftlichen Fakultät der Johannes Gutenberg-Universität Mainz.
1959 wurde Meiß mit dem Großen Verdienstkreuz des Verdienstordens der Bundesrepublik Deutschland ausgezeichnet.